# Wall Street Plaza
Le Wall Street Plaza est un gratte-ciel de 209 mètres construit en 2014 à Nanchang en Chine. 